# Islamic Center of America
L'Islamic Center of America (Centre islamique d'Amérique) est la plus grande mosquée des États-Unis et d'Amérique du Nord avec une surface de 11 000 m2. D’obédience chiite, elle est ouverte à tous les musulmans. La mosquée est située dans la ville de Dearborn, banlieue de Détroit, dans le Michigan (région des Grands Lacs).

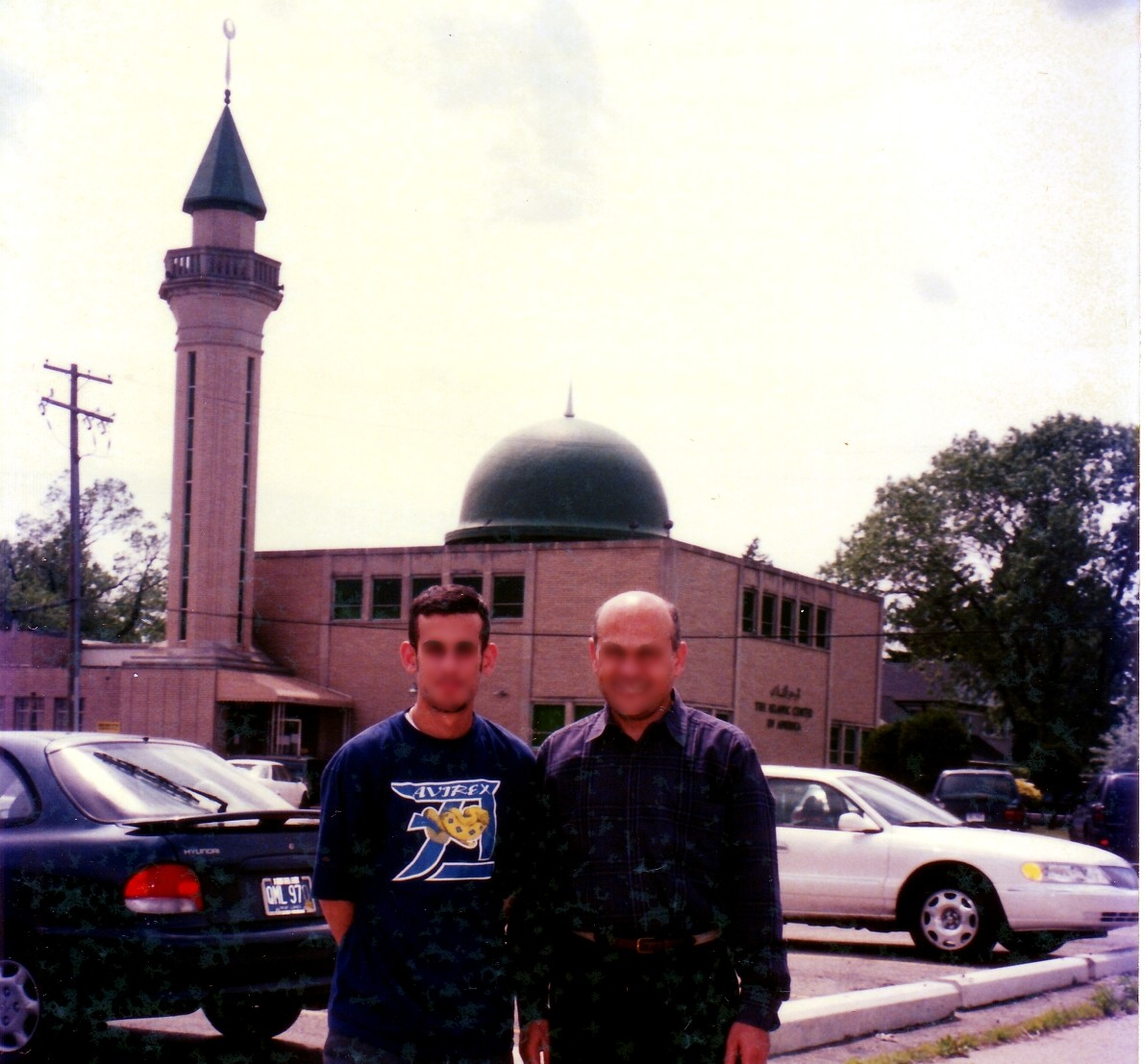
La première mosquée construite en 1963, prise en photo en 2002.

L'institution est fondée en 1949. Le premier édifice est construit en 1963 par Muhammad Jawad Chirri. Il dirige l'institution jusqu'à sa mort en 1994.
Le nouveau centre est inauguré en 2005. Il est orné de minarets hauts de dix étages.